# Zapote Redondo
Zapote Redondo är en ort i Mexiko.   Den ligger i kommunen Atzalan och delstaten Veracruz, i den sydöstra delen av landet, 220 km öster om huvudstaden Mexico City. Zapote Redondo ligger 337 meter över havet och antalet invånare är 383.
Terrängen runt Zapote Redondo är huvudsakligen kuperad, men norrut är den platt. Terrängen runt Zapote Redondo sluttar norrut. Runt Zapote Redondo är det ganska tätbefolkat, med 93 invånare per kvadratkilometer. Närmaste större samhälle är Martínez de la Torre, 12,0 km norr om Zapote Redondo. Omgivningarna runt Zapote Redondo är en mosaik av jordbruksmark och naturlig växtlighet.